# Bièvre (rivier)
De Bièvre is een Frans riviertje. Het ontspringt in Guyancourt (Yvelines) en mondt in het centrum van Parijs in de Seine uit, ter hoogte van het Gare d'Austerlitz. Sinds 1912 is de rivier in het 5e en 13e arrondissement van Parijs helemaal overdekt en maakt hij deel uit van het riolennet.
In de 18de eeuw werd in de winter het ijs van de poelen en vijvers langs de oevers van de Bièvre systematisch weggehaald en opgeslagen in ondergrondse ijskelders om te bewaren voor de zomer. Dit feit gaf in 1860 zijn naam aan de Rue de la Glacière, die op zijn beurt zorgde voor de naam van het nabijgelegen metrostation Glacière.
- Bibliothèque nationale de France: cb11966436n (data)
- Système universitaire de documentation: 02767150X
- Virtual International Authority File: 81148570711324311833